# Јарвама
Јарва или Јарвама (ест. Järva maakond) је округ у републици Естонији, у њеном средишњем делу. Управно средиште округа је градић Паиде.
Јарва округ је унутаркопнени округ у Естонији. На истоку се округ граничи са округом Љаене-Виру, на југоистоку са округом Јигева, на југу са Виљандијем, на југозападу са округом Пјарну, на западу са округом Рапла и на северу са округом Харју.
Округ Јарва спада у округе средње величине у Естонији са 2,8% становништва земље.

## Урбана насеља
- Паиде
- Тјури